# Анжела
Анже́ла, также Андже́ла и А́нге́ла — женское русское личное имя греческого происхождения, появившееся в различных фонетических вариантах в русском именослове в XX веке. Имя Ангела образовалось как парное к мужскому имени Ангел, которое восходит к др.-греч. ἄγγελος — «вестник», «посланец» (в древнегреческой мифологии эпитет Зевса и Артемиды). Вариант Анжела заимствован из болгарского языка; вариант Анджела появился под воздействием английского.
В русском именослове имеются также этимологически родственные имена Ангелина и Анжелика (первое содержится в святцах).
Алла Кторова отмечала, что имя Анжела—Анджела пользовалось популярностью в СССР в начале 1970-х годов под влиянием кампании в СМИ, подробно освещавших судебное преследование американской правозащитницы и коммунистки Анджелы Дэвис.
В англоязычной среде имя Анджела (Angela) вошло в обиход в XVIII веке; позднее его популярность в Англии и США шла по нарастающей. В США в 1974 году имя достигло 4-го места в списке десяти самых популярных женских имён, даваемых новорождённым (максимально высокая позиция имени за период 1954—2003).

## Носители
- Анжель (или Анжела; род. 1995) — бельгийская певица